# Tchien-ťin Čchüan-ťien
Tchien-ťin Čchüan-ťien (čínsky pchin-jinem Tiānjīn Quánjiàn, znaky zjednodušené 天津权健) je čínský profesionální fotbalový klub, který sídlí v přímo spravovaném městě Tchien-ťin. Založen byl v roce 2006 pod názvem Chöch chot Pin-chaj ve městě Chöch chot v autonomní oblasti Vnitřní Mongolsko. V roce 2008 proběhlo stěhování do města Tchien-ťin, kde klub začal působit pod názvem Tchien-ťin Sung-ťiang. Svůj současný název nese od roku 2015. Klubové barvy jsou červená a bílá. Od sezóny 2017 působí v čínské nejvyšší fotbalové soutěži.
Své domácí zápasy odehrává na stadionu Chaj-che s kapacitou 30 000 diváků.
Plný název klubu je Fotbalový klub Tchien-ťin Čchüan-ťien (čínsky v českém přepisu Tchien-ťin Čchüan-ťien cu-čchiou ťü-le-pu, pchin-jinem Tiānjīn Quánjiàn zúqiú jùlèbù, znaky zjednodušené 天津权健足球俱乐部)

## Historické názvy
- 2006 – Chöch chot Pin-chaj (Chöch chot Pin-chaj cu-čchiou ťü-le-pu)
- 2008 – Tchien-ťin Sung-ťiang (Tchien-ťin Sung-ťiang cu-čchiou ťü-le-pu)
- 2015 – Tchien-ťin Čchüan-ťien (Tchien-ťin Čchüan-ťien cu-čchiou ťü-le-pu)

## Známí hráči
- Taavi Rähn (2011–2012)
- Aleksandar Rodić (2011–2012)
- Luís Fabiano (2016)
- Jádson Rodrigues da Silva (2016)
- Alexandre Pato (2017–)
- Axel Witsel (2017–)
- Anthony Modeste (2017–)

## Umístění v jednotlivých sezonách
Stručný přehled
Zdroj: 
- 2007–2009: Chinese League Two North
- 2010: Chinese League Two South
- 2011–2016: Chinese League One
- 2017– : Chinese Super League

Jednotlivé ročníky
Zdroj: 
Legenda: Z - zápasy, V - výhry, R - remízy, P - porážky, VG - vstřelené góly, OG - obdržené góly, +/- - rozdíl skóre, B - body, červené podbarvení - sestup, zelené podbarvení - postup, fialové podbarvení - reorganizace, změna skupiny či soutěže
| Čínská lidová republika (2007 – ) |                          |        |    |    |    |    |    |    |     |    |        |
| Sezóny                            | Liga                     | Úroveň | Z  | V  | R  | P  | VG | OG | +/- | B  | Pozice |
| 2007                              | Chinese League Two North | 3      | 14 | 4  | 6  | 4  | 19 | 19 | 0   | 18 | 5.     |
| 2008                              | Chinese League Two North | 3      | 18 | 12 | 2  | 4  | 36 | 14 | +22 | 29 | 5.     |
| 2009                              | Chinese League Two North | 3      | 14 | 4  | 7  | 3  | 18 | 15 | +3  | 18 | 9.     |
| 2010                              | Chinese League Two South | 3      | 19 | 11 | 5  | 3  | 32 | 12 | +20 | 35 | 2.     |
| 2011                              | Chinese League One       | 2      | 26 | 5  | 10 | 11 | 23 | 31 | -8  | 25 | 12.    |
| 2012                              | Chinese League One       | 2      | 30 | 12 | 9  | 9  | 27 | 24 | +3  | 45 | 6.     |
| 2013                              | Chinese League One       | 2      | 30 | 8  | 11 | 11 | 31 | 36 | -5  | 35 | 10.    |
| 2014                              | Chinese League One       | 2      | 30 | 12 | 7  | 11 | 39 | 33 | +6  | 43 | 7.     |
| 2015                              | Chinese League One       | 2      | 30 | 9  | 9  | 12 | 28 | 33 | -5  | 36 | 9.     |
| 2016                              | Chinese League One       | 2      | 30 | 18 | 5  | 7  | 61 | 27 | +34 | 59 | 1.     |
| 2017                              | Chinese Super League     | 1      | 30 |    |    |    |    |    |     |    |        |